# Барышская Дурасовка
Барышская Дурасовка — село в составе Малохомутёрского сельского поселения Барышского района Ульяновской области. 

## География
Находится на левом берегу реки Барыш на расстоянии примерно 19 км на север по прямой от районного центра города Барыш. 

## История
Изначально на месте будущего села находилась деревушка Петрушино, основанная беглыми крестьянами Ярославской губернии в 1675 году, в 1687 году земля перешла в руки дворянина Е. С. Дурасова. 
В 1780 году, при создании Симбирского наместничества, деревня Дурасовка, при реке Барыше, помещика Скрипицына крестьян, вошла в состав Карсунского уезда. С 1796 года — в Карсунском уезде Симбирской губернии.
На 1859 год сельцо Дурасовка, на коммерческом тракте из г. Симбирска в г. Пензу, в 1-м стане Карсунского уезда Симбирской губернии.
На 1900 год в сельце Дурасовке (Рождественское) в 137 дворах жило: 428 м. и 502 ж.; есть школа грамоты открытая в 1899 году, помещается в наёмной квартире, есть больница. Прихожане ходили в Богородскую церковь села Старая Зиновьевка (Богородское, ныне Новый Дол) .
В 1913 году было учтено дворов 210, жителей 1735. 
В 1990-е годы работало отделение  СПК им. Дзержинского.

## Население
Население составляло: на 1780 г. - 357 душ; на 1859 г. в 86 дворах жило: 436 муж. и 446 жен.; 289 человек в 2002 году (русские 82%), 175 по переписи 2010 года.